# Daniel Atienza
Daniel Atienza Urendez (Moudon, 22 settembre 1974) è un ex ciclista su strada spagnolo.
Professionista dal 1997 al 2005, partecipò a sette Vuelta a España.

## Carriera
Nelle nove stagioni da professionista gareggiò tra le file di Team Polti, Saeco e Cofidis; i principali successi che ottenne furono una tappa al Circuito Montañés nel 1996 e la Rominger Classic nel 2000. Nel 2005 ottenne un terzo posto nella tappa di Ulrichen al Tour de Suisse. Partecipò a sette edizioni della Vuelta a España, a tre Tour de France e a un Giro d'Italia, conseguendo due piazzamenti nei primi venti.

## Palmarès
- 1996

7ª tappa Circuito Montañés
- 2000

Rominger Classic

## Piazzamenti

### Grandi Giri
- Giro d'Italia:

2005: 14º
- Tour de France

2000: 29º
2001: 30º
2002: ritirato (17ª tappa)
- Vuelta a España:

1998: ritirato (12ª tappa)
1999: ritirato (8ª tappa)
2001: 48º
2002: 28º
2003: 32º
2004: 25º
2005: 16º

### Classiche monumento
- Giro di Lombardia

2003: 44º